# Зелениця триколоскова
Зелениця триколоскова або діфазіаструм триколосковий (Diphasiastrum tristachyum) — вид трав'янистих рослин родини плаунові (Lycopodiaceae), поширений у помірних областях Європи, Туреччини, Грузії й Північної Америки.

## Опис
Багаторічна рослина 7–12(15) см заввишки. Пагони зібрані в дуже щільні, віялоподібні пучки, 7–15(20) см заввишки. Стерильні гілки вузькі, 1.1–1.5(1.7) мм, злегка сплющені, темно-зелені або сизуваті, одноколірні з обох сторін. Спинні листки широкі, майже однакові з бічними, черевні листки лише трохи коротші за спинні, дуже опуклі. Гілки розгалужені під кутом 30° і менше. Стробіли розміщені як на головній осі, так і на бічних на досить довгих ніжках. 2n = 46.

## Поширення
Європа: Бельгія, Люксембург, Чехія, Данія, Естонія, Фінляндія, Франція, Німеччина, Швейцарія, Нідерланди, Угорщина, Ісландія, Італія, Латвія, Литва, Білорусь, Норвегія, Польща, Росія, Румунія, Словенія, Швеція, Україна; Північна Америка: сх. Канада, сх. США; Азія: Туреччина, Грузія. Населяє неродючі кислуваті ґрунти у відкритих хвойних та дубових лісах.
В Україні зростає в лісах — на Поліссі (Волинська, Житомирська обл.), дуже рідко. Лікарська, що охороняється рослина.

## Галерея

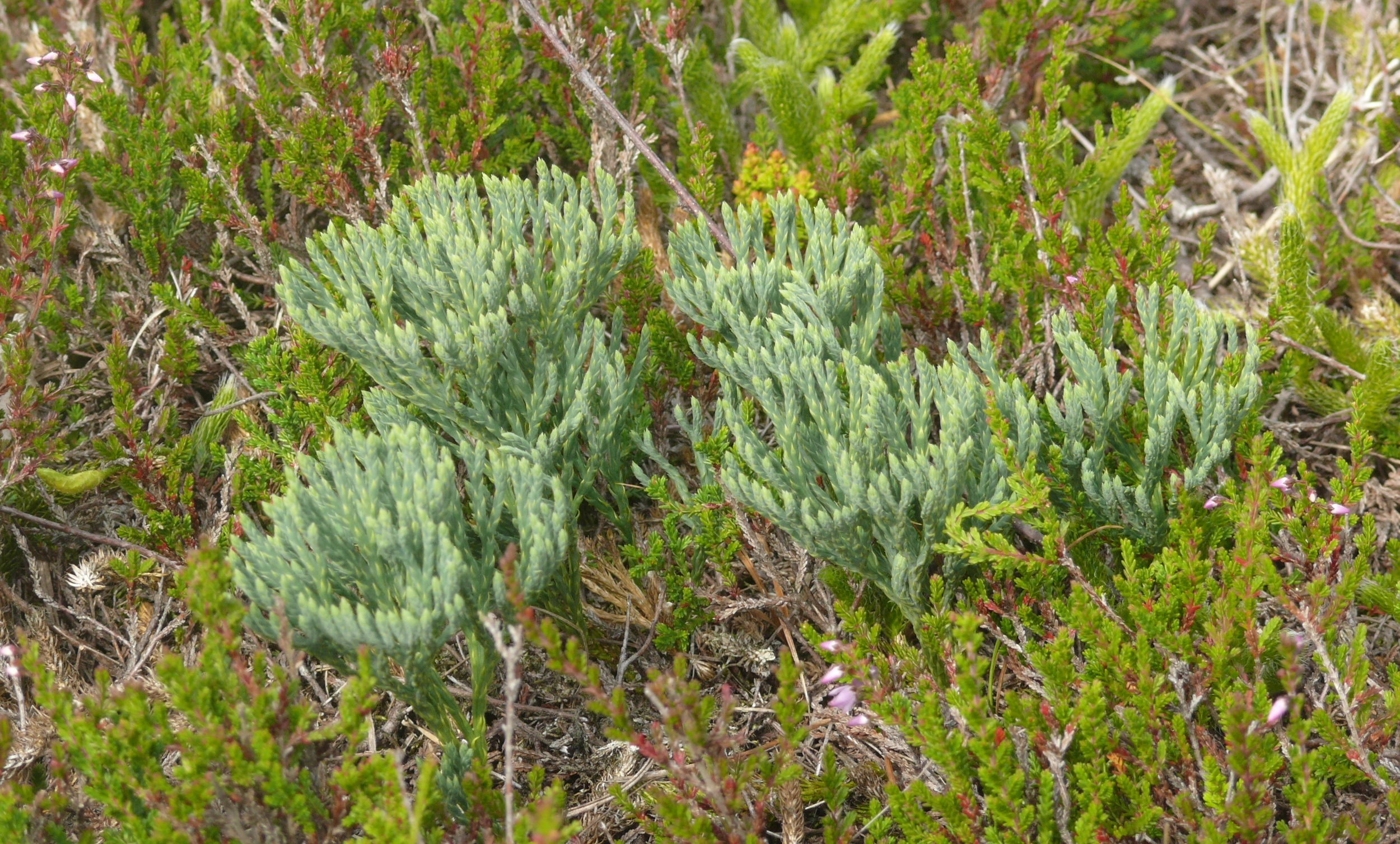
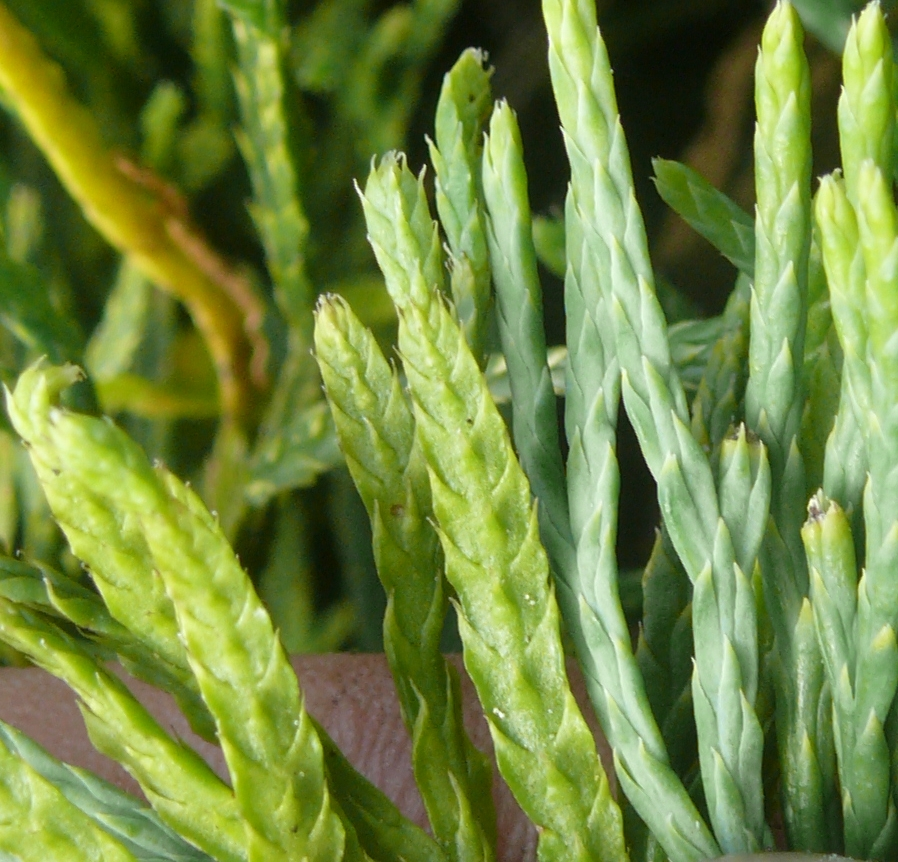
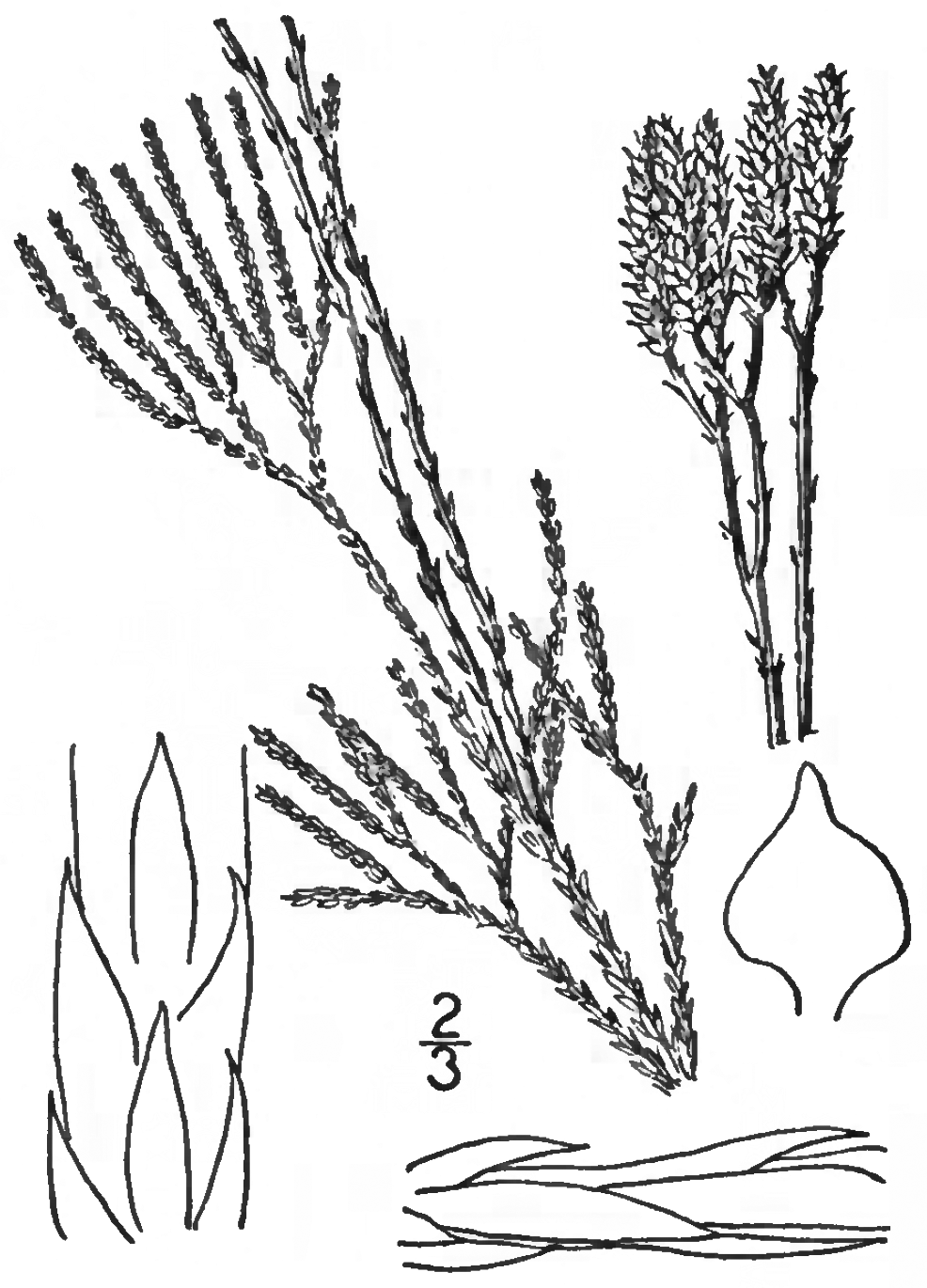